# Горница (Латвия)
Го́рница (латыш. Gornica) — населённый пункт в Резекненском крае Латвии. Административный центр Силмалской волости. Находится у региональной автодороги P59 (Виляны—Ружина—Малта) на левом берегу реки Малта. Расстояние до города Резекне составляет около 25 км.
По данным на 2018 год, в населённом пункте проживало 252 человека. Есть начальная школа, основанная в 1907 году, дом культуры, фельдшерский и акушерский пункт.